# Горно-Алтайский автобус
По состоянию на 2013 год в Горно-Алтайске действует 40 автобусных маршрутов.

## Настоящее время
В настоящее время перевозку пассажиров в Горно-Алтайске и пригороде осуществляет ОАО «Горно-Алтайское ПАТП» и Горно-Алтайский городской союз индивидуальных автопредпринимателей. Существуют 40 маршрутов городского и пригородного сообщения, а также 6 пригородных маршрутов, на которых работают автобусы марки ПАЗ. На линии находится 91 автобус, из которых 23 машины ПАТП, 68 Союза индивидуальных автопредпринимателей и 10 маршрутных такси. Автобусным сообщением охвачены почти все районы Горно-Алтайска и пригород. Но есть районы где автобусное сообщение не возможно, в связи с плохими дорожными условиями.
В 2003—2007 годах был обновлен парк автобусов. С маршрутов убраны автобусы устаревших моделей. В 2005 году появилось немало автобусов большой вместимости. На данный момент в городе и пригороде появились новые автобусы ПАЗ и КАвЗ повышенной вместимости, а также автобусы китайского и южно-корейского производства (13 единиц).
С 2012 г. начался перевод городского автобусного парка на компримированное газовое топливо, для чего построено две газовые заправочные станции.